# Haina (Kloster)
Haina (Kloster) ist eine Gemeinde im nordhessischen Landkreis Waldeck-Frankenberg.

## Geografie

### Geographische Lage
Haina (Kloster) liegt im Landkreis Waldeck-Frankenberg östlich von Frankenberg und nordöstlich des Burgwaldes am Südwesthang des Kellerwalds. Es befindet sich an der Wohra unweit westlich vom Hohen Lohr.

### Nachbargemeinden
Haina (Kloster) grenzt im Nordwesten an die Stadt Frankenau, im Nordosten an die Stadt Bad Wildungen (beide im Landkreis Waldeck-Frankenberg), im Osten an die Gemeinde Bad Zwesten, im Südosten an die Gemeinden Jesberg und Gilserberg (alle drei im Schwalm-Eder-Kreis), im Süden an die Stadt Gemünden, sowie im Westen an die Gemeinde Burgwald und die Stadt Frankenberg (alle drei im Landkreis Waldeck-Frankenberg).

### Gemeindegliederung
Die Gemeinde besteht aus zwölf Ortsteilen: Altenhaina mit Kirschgarten, Battenhausen, Bockendorf, Dodenhausen, Haddenberg, Haina (Ortsteil – Sitz der Gemeindeverwaltung), Halgehausen, Hüttenrode, Löhlbach, Mohnhausen, Oberholzhausen und Römershausen.

## Geschichte

### Ortsgeschichte
Das ehemalige Kloster Haina ist eine der bedeutendsten gotischen Klosteranlagen Hessens. Es wurde von Mönchen aus dem Zisterzienserkloster Altenberg im Bergischen Land errichtet. Sie hatten sich 1144 auf der Aulesburg bei Löhlbach niedergelassen und zogen 70 Jahre später nach Haina um. Durch Schenkungen, Kauf und Tausch erwarben die Hainaer Zisterzienser reichen Grundbesitz, von der Weser bis zum Main.
1527 wurde das Kloster durch Landgraf Philipp von Hessen im Zuge der Reformation aufgehoben und in ein Landeshospital umgewandelt. Im ehemaligen Kloster befindet sich heute ein psychiatrisches Krankenhaus nebst Psychiatriemuseum. 1789 errichtete der damalige Obervorsteher der Anstalt, Friedrich von Stamford, den Stamfordschen Garten.
Am 15. November 1928 wurde der Gutsbezirk Haina aufgelöst und zur Landgemeinde Haina umgewandelt.
Hessische Gebietsreform (1970–1977)
Im Zuge der Gebietsreform in Hessen wurden am 1. Juli 1971 die Gemeinden Altenhaina, Bockendorf, Halgehausen und Mohnhausen auf freiwilliger Basis in die Gemeinde Haina/Kloster eingegliedert, Hüttenrode und Oberholzhausen folgten mit gleichem Datum. Am 31. Dezember 1971 kamen Battenhausen, Löhlbach und Römershausen hinzu. Dodenhausen und Haddenberg folgten am 1. Juli 1972. Für alle ehemals eigenständigen Gemeinden von Haina (Kloster) wurden Ortsbezirke mit Ortsbeirat und Ortsvorsteher nach der Hessischen Gemeindeordnung eingerichtet. Als Verwaltungssitz der nunmehrigen Gemeinde Haina (Kloster) wurde der Ortsteil Haina/Kloster bestimmt.

### Landeshospital Haina

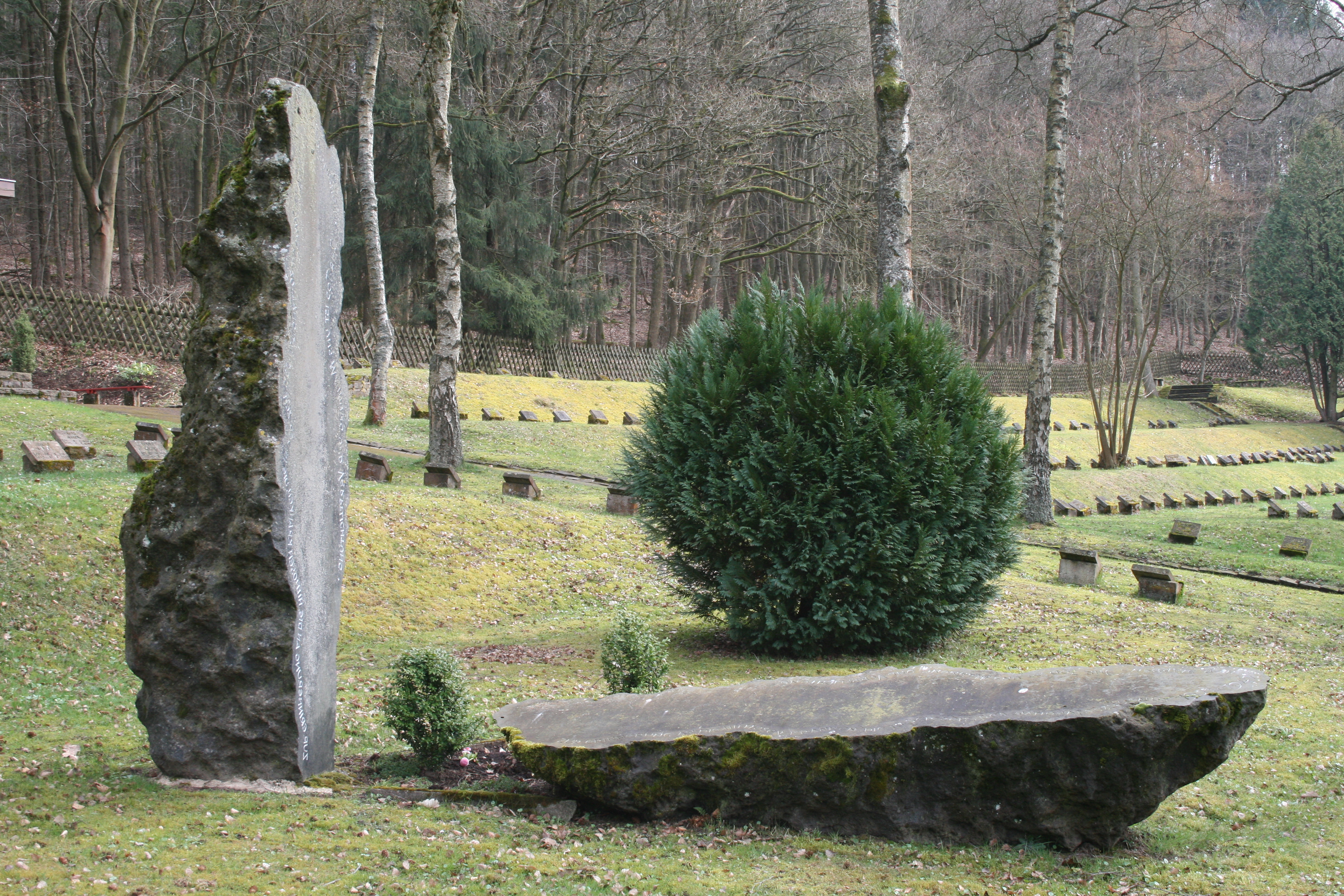
Mahnmal der Euthanasie-Opfer auf dem Waldfriedhof der Gemeinde Haina (Kloster) mit der Inschrift: „Zur Erinnerung an die hilflosen Kranken, die in der Zeit des Nationalsozialismus 1933–1945 hier starben. Ihr Tod ist uns Mahnung und Verpflichtung.“

Das Zisterzienser-Kloster Haina wurde 1527 säkularisiert und durch einen Stiftungsbrief von Landgraf Philipp vom 26. August 1533 offiziell aufgehoben. Es wurde zu einem Hospital für arme Kranke, Gebrechliche und Blödsinnige männlichen Geschlechts umgewandelt.
Es unterstand um 1863 der Regierung in Marburg und wurde durch den landesherrlichen Commissar Regierungsassessor Lotz überwacht. Mit der Geschäftsführung wurde als Ober-Vorsteher der Geheime Rath Wilhelm Schenck zu Schweinsberg beauftragt. Sekretär war Friedrich Quentin, Hospital- und Wundarzt Heinrich Amelung, Küchenmeister Adolph Köth, Kontrolleur Ludwig Schindehütte, Hospitals-Rentmeister Johannes Köfe, reitende Förster Wilhelm Stahl (in Löhlbach) und Georg Heinrich Möller (in Dodenau), Revierförster Georg Carl von Stiernberg (in Rosenthal), und die Aufsicht über das Hospital-Bauwesen übte Carl Engelhard aus.
Weiter waren folgende Personen im Landeshospital tätig: als lutherischer Pfarrer Christian Fett (in Haina), als reformierter Pfarrer Julius Iffland (in Gemünden), als Lektor Julius Heinrich Gnatz (in Haina), Organist und gleichzeitig Vorsänger war Schulamts-Kandidat August Hamel.

## Bevölkerung

### Einwohnerstruktur 2011
Nach den Erhebungen des Zensus 2011 lebten am Stichtag, dem 9. Mai 2011, in Haina (Kloster) 3736 Einwohner. Darunter waren 79 (2,0 %) Ausländer, von denen 36 aus dem EU-Ausland, 22 aus anderen europäischen Ländern und 18 aus anderen Staaten kamen. (Bis zum Jahr 2020 erhöhte sich die Ausländerquote auf 4,1 %.) Nach dem Lebensalter waren 558 Einwohner unter 18 Jahren, 1595 zwischen 18 und 49, 794 zwischen 50 und 64 und 794 Einwohner waren älter. Die Einwohner lebten in 1370 Haushalten. Davon waren 352 Singlehaushalte, 401 Paare ohne Kinder und 488 Paare mit Kindern, sowie 104 Alleinerziehende und 25 Wohngemeinschaften. In 274 Haushalten lebten ausschließlich Senioren und in 870 Haushaltungen lebten keine Senioren.

### Einwohnerentwicklung
| Haina: Einwohnerzahlen von 1834 bis 2020 | Haina: Einwohnerzahlen von 1834 bis 2020 | Haina: Einwohnerzahlen von 1834 bis 2020 | Haina: Einwohnerzahlen von 1834 bis 2020 | Haina: Einwohnerzahlen von 1834 bis 2020 |
| --- | ---------------------------------------- | ---------------------------------------- | ---------------------------------------- | ---------------------------------------- |
| Jahr |                                          |                                          |                                          | Einwohner                                |
| 1834 | 1834                                     |                                          | 701                                      | 701                                      |
| 1840 | 1840                                     |                                          | 735                                      | 735                                      |
| 1846 | 1846                                     |                                          | 779                                      | 779                                      |
| 1852 | 1852                                     |                                          | 733                                      | 733                                      |
| 1858 | 1858                                     |                                          | 724                                      | 724                                      |
| 1864 | 1864                                     |                                          | 745                                      | 745                                      |
| 1871 | 1871                                     |                                          | 655                                      | 655                                      |
| 1875 | 1875                                     |                                          | 657                                      | 657                                      |
| 1885 | 1885                                     |                                          | 796                                      | 796                                      |
| 1895 | 1895                                     |                                          | 1.056                                    | 1.056                                    |
| 1905 | 1905                                     |                                          | 1.251                                    | 1.251                                    |
| 1910 | 1910                                     |                                          | 1.317                                    | 1.317                                    |
| 1925 | 1925                                     |                                          | 1.165                                    | 1.165                                    |
| 1939 | 1939                                     |                                          | 1.601                                    | 1.601                                    |
| 1946 | 1946                                     |                                          | 1.867                                    | 1.867                                    |
| 1950 | 1950                                     |                                          | 1.674                                    | 1.674                                    |
| 1956 | 1956                                     |                                          | 1.592                                    | 1.592                                    |
| 1961 | 1961                                     |                                          | 1.630                                    | 1.630                                    |
| 1967 | 1967                                     |                                          | 1.607                                    | 1.607                                    |
| 1973 | 1973                                     |                                          | 4.567                                    | 4.567                                    |
| 1975 | 1975                                     |                                          | 4.518                                    | 4.518                                    |
| 1980 | 1980                                     |                                          | 4.534                                    | 4.534                                    |
| 1985 | 1985                                     |                                          | 4.436                                    | 4.436                                    |
| 1990 | 1990                                     |                                          | 3.867                                    | 3.867                                    |
| 1995 | 1995                                     |                                          | 3.812                                    | 3.812                                    |
| 2000 | 2000                                     |                                          | 3.723                                    | 3.723                                    |
| 2005 | 2005                                     |                                          | 3.725                                    | 3.725                                    |
| 2010 | 2010                                     |                                          | 3.617                                    | 3.617                                    |
| 2011 | 2011                                     |                                          | 3.736                                    | 3.736                                    |
| 2015 | 2015                                     |                                          | 3.581                                    | 3.581                                    |
| 2020 | 2020                                     |                                          | 3.395                                    | 3.395                                    |
| Datenquelle: Historisches Gemeindeverzeichnis für Hessen: Die Bevölkerung der Gemeinden 1834 bis 1967. Wiesbaden: Hessisches Statistisches Landesamt, 1968. Weitere Quellen: Hessisches Statistisches Informationssystem; Zensus 2011 Ab 1973 einschließlich der im Zuge der Gebietsreform in Hessen eingegliederten Orte. |                                          |                                          |                                          |                                          |

### Religionszugehörigkeit
| • 1885: | 723 evangelische (= 90,83 %), 59 katholische (= 7,41 %), 13 jüdische (= 1,63 %) Einwohner  |
| • 1987: | 3445 evangelische (= 91,8 %), 238 katholische (= 6,3 %), 71 sonstige (= 1,9 %) Einwohner   |
| • 2011: | 2982 evangelische (= 79,8 %), 213 katholische (= 5,7 %), 541 sonstige (= 14,5 %) Einwohner |

## Politik

### Gemeindevertretung
Die Kommunalwahl am 14. März 2021 lieferte folgendes Ergebnis, in Vergleich gesetzt zu früheren Kommunalwahlen:
| Gemeindevertretung – Kommunalwahlen 2021 | Gemeindevertretung – Kommunalwahlen 2021                             |
| --- | -------------------------------------------------------------------- |
| Stimmenanteil in %Wahlbeteiligung 50,1 % 403020100 28,7 (−4,0)25,2 (−3,9)24,3 (+2,6)21,8 (+5,3) SPDFBLbBGHcUBKd20162021Anmerkungen:b Freie Bürgerschaft Löhlbachc Bürgergemeinschaft Großgemeinde Hainad Unabhängige Bürger Dodenhausen im Kellerwald | SitzverteilungInsgesamt 23 Sitze - SPD: 7 - BGH: 5 - FBL: 6 - UBD: 5 |

| Parteien und Wählergemeinschaften | Parteien und Wählergemeinschaften            | % 2021 | Sitze 2021 | % 2016 | Sitze 2016 | % 2011 | Sitze 2011 | % 2006 | Sitze 2006 | % 2001 | Sitze 2001 |
| --------------------------------- | -------------------------------------------- | ------ | ---------- | ------ | ---------- | ------ | ---------- | ------ | ---------- | ------ | ---------- |
| SPD                               | Sozialdemokratische Partei Deutschlands      | 28,7   | 7          | 32,7   | 7          | 36,5   | 8          | 36,4   | 8          | 36,0   | 8          |
| FBL                               | Freie Bürgerschaft Löhlbach                  | 25,2   | 6          | 29,1   | 7          | 24,2   | 6          | 25,8   | 6          | 29,1   | 7          |
| BGH                               | Bürgergemeinschaft Großgemeinde Haina        | 24,3   | 5          | 21,7   | 5          | 26,2   | 6          | 25,9   | 6          | 22,9   | 5          |
| UBD                               | Unabhängige Bürger Dodenhausen im Kellerwald | 21,8   | 5          | 16,5   | 4          | 13,1   | 3          | 12,0   | 3          | 12,0   | 3          |
| Gesamt                            | Gesamt                                       | 100,0  | 23         | 100,0  | 23         | 100,0  | 23         | 100,0  | 23         | 100,0  | 23         |
| Wahlbeteiligung in %              | Wahlbeteiligung in %                         | 56,1   | 56,1       | 51,8   | 51,8       | 54,5   | 54,5       | 54,0   | 54,0       | 64,7   | 64,7       |

### Bürgermeister
Nach der hessischen Kommunalverfassung wird der Bürgermeister für eine sechsjährige Amtszeit gewählt, seit dem Jahr 1993 in einer Direktwahl, und ist Vorsitzender des Gemeindevorstands, dem in der Gemeinde Haina (Kloster) neben dem Bürgermeister ehrenamtlich ein Erster Beigeordneter und fünf weitere Beigeordnete angehören. Bürgermeister ist seit dem 7. Mai 2018 Alexander Köhler (SPD). Er wurde als Nachfolger von Rudolf Backhaus, der nach drei Amtszeiten nicht mehr kandidiert hatte, am 24. September 2017 im ersten Wahlgang bei 77,1 Prozent Wahlbeteiligung mit 50,7 Prozent der Stimmen gewählt. Eine Wiederwahl folgte im Oktober 2023.
Amtszeiten der Bürgermeister
- 2018–2030 Alexander Köhler (SPD)[22]
- 2000–2018 Rudolf Backhaus[23]
- 1994–2000 Ulrich Lang[26]

### Wappen
| Wappen der Gemeinde von Haina (Kloster) | Blasonierung: „Durch einen von Rot und Silber in zwei Reihen geschachten Schräglinksbalken geteilt, oben in Rot eine silberne, goldbesetzte Abtsmitra, unten in Silber ein grüner Eichenbruch mit drei Blättern und zwei Eicheln.“ |
| Wappen der Gemeinde von Haina (Kloster) | Wappenbegründung: Als Wappenbilder wählte die Gemeinde Haina (Kloster) eine Abtsmitra und den rot-silbern geschachten Schrägbalken des Zisterzienserwappens als Hinweise auf die Bedeutung des Klosters Haina, dem der Ort seine Entstehung verdankt; ein Eichenbruch weist auf die Lage der Gemeinde im westlichen Kellerwald hin. Das Wappen wurde vom Bad Nauheimer Heraldiker Heinz Ritt gestaltet und am 21. September 1983 durch das Hessische Ministerium des Innern genehmigt. |

## Museen

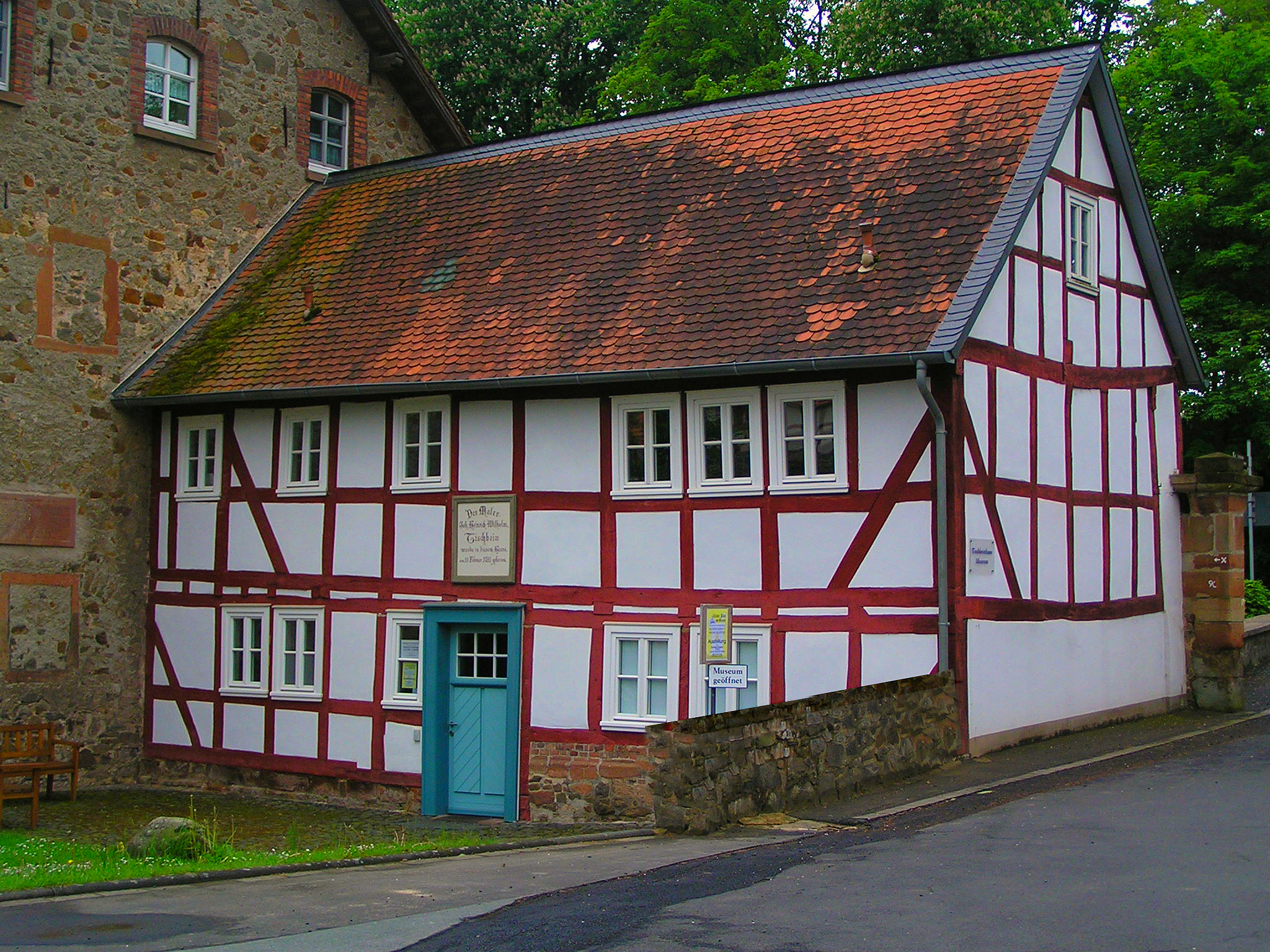
Tischbeins Geburtshaus

- Psychiatriemuseum[28]
- Tischbeinhaus

## Persönlichkeiten
In der heutigen Gemeinde Haina geboren:
- Helius Eobanus Hessus (1488–1540), evangelischer Humanist und Dichter
- Johann Valentin Tischbein (1715–1768), Hofmaler, Porträt- und Theatermaler
- Johann Anton Tischbein (1720–1784), Maler und Kunstpädagoge
- Johann Heinrich Tischbein der Ältere (1722–1789), Maler, Kasseler Tischbein
- Johann Jacob Tischbein (1725–1791), Maler, Lübecker Tischbein
- Johann Heinrich Tischbein der Jüngere (1742–1808), Kupferstecher
- Johann Heinrich Wilhelm Tischbein (1751–1829), Maler – genannt Goethe-Tischbein
- Ludwig Philipp Strack (1761–1836), Maler
- Friedrich Faust (1804–1861), Jurist, Mitglied der kurhessischen Ständeversammlung und des Vorparlaments
- Heinrich Brunner (1877–1956), Abgeordneter des Provinziallandtages der Provinz Hessen-Nassau
- Ingrid Wölk (* 1953), Historikerin und Archivarin